# Dacnophora macrochaeta
Dacnophora macrochaeta är en tvåvingeart som beskrevs av Borgmeier 1961. Dacnophora macrochaeta ingår i släktet Dacnophora och familjen puckelflugor. Inga underarter finns listade i Catalogue of Life.